# Svetlana Mojsov
Svetlana Mojsov (macedonia Светлана Мојсов; nacida en 1947 en Skopje, SR Macedonia, SFR Yugoslavia) es una bioquímica estadounidense-macedonia. Realizó una importante contribución a la investigación sobre el péptido 1 similar al glucagón (GLP-1), su papel en el metabolismo de la glucosa y la secreción de insulina. La ahora multipremiada científica tuvo que esperar años para que se reconocieran sus logros, a pesar de que su labor investigadora fue de importancia fundamental para el desarrollo de fármacos superventas contra la diabetes y la obesidad.
Nacida en la antigua Yugoslavia, Svetlana Mojsov es hija de la eslavista Ljiljana Jankov y del político y diplomático Lazar Mojsov, que fue Ministro de Asuntos Exteriores de Yugoslavia y Presidente de la 32ª Asamblea General de las Naciones Unidas en 1977/1978.
Tras finalizar sus estudios universitarios de Química Física en Belgrado, en 1972 viajó a Estados Unidos, donde cursó un programa de posgrado en la Universidad Rockefeller de Nueva York. Comenzó a trabajar en la investigación de la diabetes en el grupo de trabajo del que más tarde sería Premio Nobel, Robert Bruce Merrifield. Merrifield había desarrollado un método para la síntesis en fase sólida de proteínas y péptidos, que más tarde recibió su nombre. Las investigaciones de Mojsov se centraron principalmente en el glucagón, una hormona peptídica que se produce en el páncreas y regula los niveles de azúcar en sangre. Para aclarar la cuestión de si la supresión del glucagón podía utilizarse para tratar la diabetes de tipo 2, se necesitaban análogos del glucagón para investigar su biología. Aunque nadie había conseguido aún aplicar con éxito el método de síntesis de Merrifield al glucagón, Merrifield animó a Mojsov a trabajar en ello de todos modos. Mojsov escribió su tesis doctoral sobre su trabajo en el desarrollo de la síntesis del glucagón. Tras completar su doctorado en 1978, permaneció en la Universidad Rockefeller como postdoctorado durante varios años para seguir trabajando en la síntesis del glucagón y pudo publicar su trabajo sobre la síntesis con éxito del glucagón cristalino junto con Merrifield en 1981.

## Carrera
Cuando su marido, el inmunólogo Michel C. Nussenzweig, consiguió un puesto en el Hospital General de Massachusetts (MGH) a principios de los ochenta, Mojsov también se trasladó a Boston en 1983, donde fue nombrada directora de la Instalación de Síntesis de Péptidos del HHMI en el MGH. También impartió clases en la Facultad de Medicina de Harvard. Sus investigaciones se centraron en el péptido 1 similar al glucagón (GLP-1), una hormona que se produce en el intestino y desencadena la secreción de insulina. Debido a su similitud con el glucagón y a la forma en que se produce el glucagón biológicamente activo, planteó la hipótesis de que un segmento de 31 aminoácidos entre los sitios 7 a 37 dentro del péptido GLP-1 más grande podría ser una incretina. Para confirmar su hipótesis, Mojsov produjo GLP-1, que inyectó en conejos para producir anticuerpos que le permitieran detectar la estructura biológicamente activa.
También en el HGM, al mismo tiempo, Joel F. Habener investigaba la biología del GLP-1 junto con su equipo, al que se unió en 1984 el endocrinólogo Daniel J. Drucker. La tarea de Drucker consistía en averiguar qué tipos de células podían producir el péptido. A sugerencia de Habener, se puso en contacto con Svetlana Mojsov para proponerle una colaboración. Posteriormente trabajó con algunos miembros del grupo de investigación de Habener para analizar diferentes secciones de GLP-1 en tejido de rata utilizando los métodos de detección que ella había desarrollado.
Para responder a la pregunta de si la forma 7-37 del GLP-1 podía realmente desencadenar la secreción de insulina en el páncreas, Ducker realizó un estudio con GLP-1 sintetizado por Mojsov, que confirmó que el GLP-1 estimulaba la secreción de insulina en una línea celular de islotes pancreáticos de rata. En otro estudio se utilizó un modelo de páncreas de rata desarrollado por Gordon Weir, del Centro de Diabetes Joslin, que demostró que el efecto también se producía en todo el órgano. Esto confirmó la hipótesis de Mojsov.
En 1990, cuando a su marido le ofrecieron un prometedor puesto en la Universidad Rockefeller, ambos se trasladaron a Nueva York. Durante este tiempo, tuvieron dos hijos pequeños y Mojsov tuvo que compaginarlos con su carrera. Trabajó como profesora adjunta hasta la muerte de su marido con el inmunólogo Ralph M. Steinman, quien, al igual que su antiguo mentor Merrifield, fue galardonado más tarde con el Premio Nobel. 

## Patentes
No fue hasta 1996 cuando Svetlana Mojsov descubrió que se habían concedido varias patentes por invenciones en las que había participado desde que dejó Boston, aunque el departamento de patentes del MGH había nombrado a Joel Habener como único inventor. Mojsov se escandalizó, pues había dado por sentado que su contribución a los resultados de la investigación era clara y evidente a partir de los documentos y publicaciones. Solo con la ayuda de un abogado se vio implicada en cuatro patentes tras años de litigios.

## Reconocimiento público
La investigación sobre el GLP-1 sentó las bases para el desarrollo de miméticos de la incretina (agonistas del GLP-1), el primero de los cuales se autorizó en 2006. El MGH había vendido las patentes para su explotación a la empresa danesa Novo Nordisk, que las utilizó como base para desarrollar, entre otros, la semaglutida, que se comercializa con el nombre comercial de Ozempic para el tratamiento de la diabetes de tipo 2 y también se dio a conocer ampliamente con el nombre de Wegovy como «inyección adelgazante» para el tratamiento de la obesidad. La gran demanda de ambos productos convirtió a Novo Nordisk en la empresa europea más valiosa (a partir de 2024).
A partir de 2017, se concedieron importantes premios científicos a los investigadores del GLP-1, pero el Premio Harrington a la Innovación en Medicina, el Premio de la Fundación Warren Alpert y el Premio Internacional Gairdner de Canadá recayeron exclusivamente en los tres científicos Joel F. Habener, Daniel J. Drucker y Jens Juul Holst, de Dinamarca. La falta de reconocimiento llevó a Svetlana Mojsov a hablar de su propia contribución y a revistas como Science y Cell a revisar sus informes sobre la historia del descubrimiento del GLP-1 para reflejar mejor el papel de Mojsov. Science publicó un retrato detallado de Mojsov en otoño de 2023, y en Cell se publicó una actualización que incluía correcciones y una disculpa.Science llamó a los antagonistas del GLP 1 el avance del año 2023.
No fue hasta 2023 cuando Svetlana Mojsov recibió también varios honores.

## Premios
- 2023: Premio VinFuture en la categoría «Innovadores con logros sobresalientes en campos emergentes»[17]
- 2023: Distinguida como una de las 10 personas de Nature que ayudaron a dar forma a la ciencia en 2023[18]
- 2024: Premio Pearl Meister Greengard para mujeres destacadas en biomedicina.
- 2024: La revista estadounidense Time incluye a Svetlana Mojsov en su lista de las 100 personas más influyentes del año[19]
- 2024: Premio Princesa de Asturias 2024, por su aportación a los tratamiento medicamentos farmacológicos contra la obesidad y la diabetes.[20]
- 2024: Premio Fundación BBVA Fronteras del Conocimiento por el descubrimiento y la caracterización de la forma biológicamente activa de la hormona péptido similar al glucagón (GLP-1).[21]